# Mur z beczek. Żelazna kurtyna
Mur z beczek. Żelazna kurtyna – instalacja autorstwa Christo i Jeanne-Claude z 1962 roku.

## Opis
Wieczorem 27 czerwca 1962 roku para Christo i Jeanne-Claude zablokowała na osiem godzin ulicę Rue Visconti w Paryżu za pomocą 240 piętrzących się, plastikowych, pustych beczek po oleju napędowym. Akcja była planowana od jesieni poprzedniego roku. Artyści zachowali oryginalne, wyraziste kolory beczek, tak jak i nazwy marek (Shell, BP i in.) oraz oznaczenia pojemności (50 oraz 200 litrów). Rue Visconti jest jedną z najwęższych ulic w stolicy Francji. Miejsce ma konotacje ze światem sztuki, w przeszłości mieszkali tu artyści, zaś w czasach Christo i Jeanne-Claude mieściły się tu m.in. galeria sztuki, antykwariat i księgarnia. Blokada Rue Visconti zatamowała większość ruchu w lewobrzeżnym Paryżu. Artyści uzyskali na blokadę zezwolenie od władz departamentu. Instalację wzniesiono na ulicy między domem nr 1 i 2. Historyk sztuki Benjamin H. D. Buchloh podaje, że zajmowała przestrzeń o wymiarach 4,3x3,8 metra i piętrzyła się na 1,7 m wysokości. Według opisu na stronie Fundacji Christo i Jeanne-Claude, beczek było 89 i osiągały wysokość jedynie pół metra. Z kolei sami artyści w swoim wniosku o pozwolenie na jej instalację zapowiadali, że będzie miała 2,9 metra szerokości i 4 metry wysokości, a do jej zbudowania potrzeba 150 beczek o pojemności 50 litrów lub 80 beczek o pojemności 200 litrów.

## Kontekst
Bezpośrednio instalacja odnosiła się do nowo wybudowanego wówczas Muru Berlińskiego. Ponadto w tym samym czasie miasto było często barykadowane podczas protestów przeciwko wojnie w Algierii. Dzieło było komentarzem do obydwu tych wydarzeń. W szerszym znaczeniu, dzieło wpisywało się w nurt neoawangardy i było głosem w toczącej się wówczas dyskusji o granicy między sztuką a przedmiotem użytkowym, a także roli muzeum sztuki w realiach społeczeństwa konsumpcyjnego (zapowiedź krytyki instytucjonalnej).
Artyści neoawangardowi początku lat 60. XX wieku odkrywali na nowo techniki, które wynalazła lub wypromowała awangarda przedwojenna, takie jak ready-made czy kolaż. Jednocześnie zdali sobie sprawę z nieuchronności, z jaką sztuka zacznie podlegać zasadom komercjalizacji w warunkach społeczeństwa konsumpcyjnego. Był to czas, kiedy w Ameryce rodził się pop-art.
Już w 1960 roku francuski artysta Arman zauważył, że prawom rynku zaczną podlegać też muzea sztuki, dotąd postrzegane jako przestrzenie neutralne wobec systemu ekonomicznego. Jeśli muzea nie są już przestrzenią neutralną to znaczy, że żadnej przestrzeni nie można uważać za neutralną. Odwracając tę zależność można wnioskować, że żadna przestrzeń nie jest wolna od sztuki. Myśl tę podjęli Christo i Jeanne-Claude. Postanowili wyprowadzić dzieło sztuki z intymnej strefy muzealnej w przestrzeń publiczną. Mur z beczek w sposób spektakularny wkraczał w przestrzeń publiczną, w której społeczeństwo nie spodziewało się natrafiać na dzieło sztuki.
Autorzy instalacji identyfikowali się z założeniami ruchu nowego realizmu, powstałego w 1960 roku w Paryżu z inicjatywy Pierre’a Restany. Choć sama grupa formalnie rozpadła się zaraz po jej założeniu, to paryscy artyści współpracowali ze sobą i podejmowali jej założenia. Kolektywność była jednym z istotnych elementów ideologii tego ruchu.
Autorzy rozumieli swoją instalację bardziej jako rzeźbę tudzież asamblaż. Christo interesował się żywo dokonaniami Marcela Duchampa, zwłaszcza ready-made. Ponieważ jednak ich rzeźba nie była stricte obiektem przeznaczonym do oglądania, a raczej do wielowymiarowej interakcji z otoczeniem i odbiorcą, to bliższe było jej miano instalacji. Z uwagi na jej tymczasowość, wyjście w przestrzeń publiczną i efekt w czasie rzeczywistym (zatamowanie ruchu) można ją rozumieć także jako performance.
Christo i Jeanne-Claude rozumieli, że ich praca zostanie bardzo szybko rozebrana. Tymczasowość dzieł sztuki była wpisana w ich program artystyczny. Sprowadzili oni sztukę do roli szybko zużywającego się produktu, po którym pozostaje tylko fotografia. Tym samym parodiowali tzw. kulturę spektaklu, która determinuje nietrwałość i niepewność życia we współczesnym świecie. Spektakl i rytuał są także nawiązaniem do przedwojennej awangardy, do której artyści lat 60. otwarcie się odnoszą.
Bogatą dokumentację wydarzenia prezentuje Fundacja Christo i Jeanne-Claude, m.in. projekt instalacji z 1961 roku, zdjęcia samej instalacji oraz fotografujących się na jej tle Christo i Pierre’a Restany, jak również fotografie tłoczącej się w ślepej uliczce ludności Paryża. W późniejszych latach artyści nawiązywali w swoich pracach do Muru z beczek, m.in. instalacją Londyńska Mastaba z lat 2016-18. 27 czerwca 2022 roku, w 60. rocznicę powstania dzieła, władze Paryża na jeden dzień ponownie zamontowały instalację i udostępniły do zwiedzania.